# Humanz
Humanz — п'ятий студійний альбом британського віртуального гурту Gorillaz, представлений 28 квітня 2017 року на лейблах Parlophone і Warner Bros. Анонс платівки відбувся 23 березня 2017 на офіційній сторінці гурту в Instagram. Як було зазначено у прес-релізі, альбом було записано у Лондоні, Парижі, Нью-Йорку, Чикаго та на Ямайці; продюсерами альбому став сам гурт Gorillaz, а також The Twilite Tone і Remi Kabaka Jr.

## Список композицій
| Стандартне видання | Стандартне видання                                      | Стандартне видання                                                                         | Стандартне видання |
| #                  | Назва                                                   | Автор                                                                                      | Тривалість         |
| ------------------ | ------------------------------------------------------- | ------------------------------------------------------------------------------------------ | ------------------ |
| 1.                 | «Intro: I Switched My Robot Off»                        | Деймон Алберн                                                                              | 0:23               |
| 2.                 | «Ascension» (за уч. Вінс Степлс)                        | Алберн Вінс Степлс                                                                         | 2:36               |
| 3.                 | «Strobelite» (за уч. Певен Еверетт)                     | Алберн Певен Еверетт                                                                       | 4:32               |
| 4.                 | «Saturnz Barz» (за уч. Popcaan)                         | Алберн Andrae Sutherland                                                                   | 3:01               |
| 5.                 | «Momentz» (за уч. De La Soul)                           | Алберн Девід Йолікуйр Вінсент Мейсон Келвін Мерсер Жан-Мішель Жарр                         | 3:16               |
| 6.                 | «Interlude: The Non-Conformist Oath»                    | Алберн Стів Мартін                                                                         | 0:21               |
| 7.                 | «Submission» (за уч. Денні Браун and Kelela)            | Алберн Грем Коксон Kelela Денні Браун Хоче Гомес Френкі Кнюклс Джямі Прінсіпл Mark Trollan | 3:21               |
| 8.                 | «Charger» (за уч. Грейс Джонс)                          | Алберн Грейс Джонс                                                                         | 3:33               |
| 9.                 | «Interlude: Elevator Going Up»                          | Алберн                                                                                     | 0:04               |
| 10.                | «Andromeda» (за уч. D.R.A.M.)                           | Алберн D.R.A.M.                                                                            | 3:17               |
| 11.                | «Busted and Blue»                                       | Алберн                                                                                     | 4:37               |
| 12.                | «Interlude: Talk Radio»                                 | Алберн                                                                                     | 0:19               |
| 13.                | «Carnival» (за уч. Ентоні Гамільтон)                    | Алберн Ентоні Гамільтон                                                                    | 2:15               |
| 14.                | «Let Me Out» (за уч. Мавіс Степлс and Pusha T)          | Алберн Pusha T                                                                             | 2:55               |
| 15.                | «Interlude: Penthouse»                                  | Алберн                                                                                     | 0:11               |
| 16.                | «Sex Murder Party» (за уч. Джямі Прінсіпл і Zebra Katz) | Алберн Zebra Katz Прінсіпл                                                                 | 4:19               |
| 17.                | «She's My Collar» (за уч. Kali Uchis)                   | Алберн Kali Uchis                                                                          | 3:29               |
| 18.                | «Interlude: The Elephant»                               | Алберн                                                                                     | 0:11               |
| 19.                | «Hallelujah Money» (за уч. Бенхамін Клементін)          | Алберн Бенхамін Клементін                                                                  | 4:23               |
| 20.                | «We Got the Power» (за уч. Jehnny Beth)                 | Алберн Jehnny Beth Ноел Галлахер Жан-Мішель Жарр                                           | 2:17               |
| 49:19              |                                                         |                                                                                            |                    |